# つくばエクスプレス総合基地内脱線事故
つくばエクスプレス総合基地内脱線事故（つくばエクスプレスそうごうきちないだっせんじこ）は、2019年（平成31年）2月28日16時10分頃につくばエクスプレス総合基地で発生した列車脱線事故である。
つくばエクスプレス初の脱線事故であり、乗客はおらず係員3人に怪我はなかった。なお営業線上で発生した事故ではないため、運輸安全委員会（JTSB）による調査対象とはなっていない。

## 概要
2019年2月28日16時10分ごろ、茨城県つくばみらい市筒戸にあるつくばエクスプレス総合基地内17番線で、 過走防護機能の作動試験をしていたTX-2000系2次増備車（71編成）が車止め、架線柱に衝突、先頭車両の車輪4輪が脱線した。当時は乗客は乗っておらず、運転士や係員を含め死傷者はいなかった。この事故の影響で、防護無線が発報され営業線でも16時10分から16時16分まで安全確認のため運転見合わせとなった。当該車両は2012年に導入されたTX-2000系の2次増備車であり、わずか7年の活躍だった。
なお、この事故は当該車両が「全般検査」を行ったあとの試運転にて発生している。

## 原因

### 加速操作のミス
当該車両が自動的に非常ブレーキを動作させる過走防護機能の動作確認試験ORP試験の際、ブレーキ力が十分でない試験車両で、加速操作を通常より線路終端に近い箇所で行ったことが事故の原因の一つである。

### ブレーキの力、検査が不十分
１つ目の原因にもあるが、ブレーキ力が不十分な状態で検査を行ったために車止めまでに非常ブレーキが間に合わず衝突してしまったのも原因である。このことからもとの全般検査も不十分であったのも原因と報道されている。

## 経緯

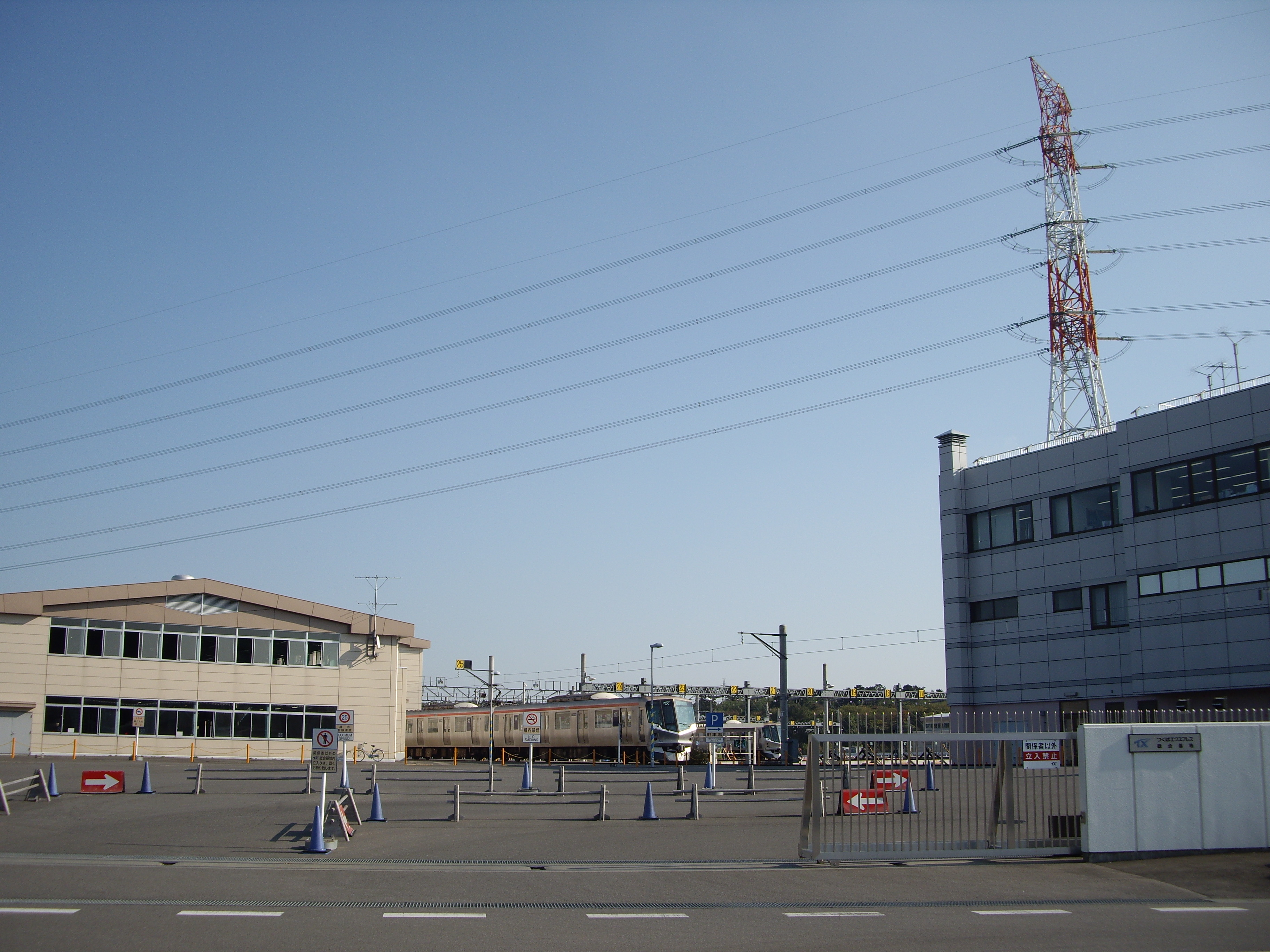
事故が発生したTX総合基地(つくばみらい市)

この事故は、法律で定められている鉄道車両の検査のうち、数年に一度行う「全般検査」を行った後の試運転で発生した。この検査は、電車の床下機器、屋根の冷暖房、パンタグラフを解体して、問題がないか確認し、清掃をした上で元に戻す、という検査である。この検査後の試運転（信号関係も試運転を行う）で事故は発生した。

## 被害
この事故による死亡者・負傷者はいなかった。当該車両のTX-2000系71編成のうち、TX-2171号車、TX-2271号車は同年7月に、TX-2271号車とユニットを組んでいたTX-2371号車は2020年3月24日付で廃車となった。これはつくばエクスプレスでは初の廃車である。残りの3両は2024年3月現在、留置場所を移動し、TBSドラマ「ペンディングトレイン」や乗務員訓練に活用されている。

## 今後の対策
事故を受けて運営会社の首都圏新都市鉄道は、
- ORP試験にはブレーキ力を定量的に確認した車両を用いること
- 車両を停止パターン速度まで加速させる際の運転操作・試験を打ち切る判断基準についてと過走距離を長くとれる留置線で過走防護試験を行う旨を試験のマニュアルに明記すること
- 試験要員を増強し、係員への教育訓練を充実させること

以上を再発防止策として講じるとしている。

## 脱線事故後

### 車両床下トラブル
脱線事故同年5月、脱線事故の当該車両のTX-2000系71編成と同じく2012年に導入された72編成の床下機器と台車をつなぐ、「吊りレール」に亀裂が見つかった。このまま運用に入ると、床下機器が走行中に落下する恐れがあり危険なため、運用を離脱し緊急検査を実施。同時につくばエクスプレス全車両の床下を点検したところ、71、72編成と同時期に製造、導入されたTX-2000系73編成にも亀裂があった。73編成も即座に運用を離脱した。この影響で3編成が運用に入れない状態となった。
運営会社の首都圏新都市鉄道では対策として、機器吊り用レールの変形部分をすべて除去し、補強材を追加した上で、主変換装置を付け直す作業が実施され、すでに安全性を確認したという。72、73編成は同年7 - 8月中に運用に復帰している。

### 車両不足
先述の脱線事故や、TX-2000系72、73編成の吊りレールに亀裂が入ったために3編成が運用を離脱したため、車両不足となった。つくばエクスプレスの予備車は当時3編成であったため、予備車が0、という状態になった。守谷駅 - 秋葉原駅(直流区間)限定運用には、TX-1000系を積極的に運用に入れるなどの工夫をしていた。しかし、その状態に追い討ちをかけるように、同年6月23日0時ごろ、つくば駅発、北千住駅行きの上り最終列車が八潮駅にて人身事故に巻き込まれてしまった。この編成は車両点検のため翌日の運用に入れなくなってしまった。通常は予備車を運用に入れるが、車両不足のため、翌日の朝の1往復が運休、区間快速列車が普通列車に種別変更するなどの影響が出た。その後、床下トラブルが解消したこと、新型車両のTX-3000系が5編成導入されたことで、車両不足は解消した。